# Eupeodes corollae
Eupeodes corollae és un dípter paleàrtic pertanyent a la família dels sírfids.

## Etimologia
- Eupeodes: mot compost grec provinent de eu (bé) + peos (penis).[2]
- corollae: mot llatí que esdevé de corolla (corona menuda, garlanda).[2]

## Descripció
L'adult mesura 0,7-1 cm de llargària. El cap és més ampli que el tòrax. El front és groguenc i està cobert de pèls negres amb una faixa negra. Les antenes són marró fosc, tenen tres segments, dels quals el tercer segment és llarg i les vores primes no segmentades i de color marró fosc. Té els ulls nus, marró fosc. El tòrax és negre brillant per la part dorsal amb pèls grocs, pèls marginals llargs i de color pàl·lid, formant una línia lateral groga. A més un munt de pèls grocs a la pleura i l'escutel és de color daurat amb pèls grocs. Les ales presenten cèl·lules costals de color groguenc amb esquames blanques amb pèls llargs als marges. Les potes, compostes per la coxa, el trocànter i el fèmur són parcialment negres, mentre que la part apical del fèmur i els metatars són de color taronja, i el tars marró fosc, totes aquestes parts recobertes de pèls negres. L'abdomen té forma oval, amb marques negres i grogues. La femella presenta franges brillants en forma de mitja lluna a la part posterior de l'abdomen que mai s'uneixen per la part central, mentre que les bandes dorsals del mascle són quadrangulars i poden unir-se en el centre, excepte el primer terguita que sempre està separat. És característic el seu abdomen, en el qual alternen el color groc amb el negre, imitant el d'una vespa (mimetisme batesià).

## Biologia
És una espècie polivoltina, és a dir que completa diverses generacions al llarg de l'any, amb almenys cinc possibles generacions des de finals de l'hivern fins a l'estiu, i una altra com a mínim a la tardor. Durant l'hivern roman en estat de larva sense diapausa, podent estar els imagos actius en ocasions durant aquesta època de l'any. Es tracta d'una espècie migradora, on majoritàriament els grups estan format per femelles immadures que assoliran el seu òptim reproductiu en finalitzar el seu viatge. L'acoblament pot tindre lloc en l'aire, llavors el mascle subjecta a la femella pel tòrax amb les seues potes i vola amb aquesta, que no pot utilitzar les ales. Cada femella pot pondre fins uns 1000 ous. Les larves són unes grans consumidores de àfids, podent devorar cadascuna uns 800 durant els deu dies (7,5 dies de mitjana) que sol durar el seu creixement fins a la pupació (8-9 dies de mitjana), sent el desenvolupament dels mascles lleugerament més ràpid que el de les femelles. A més, no són molt selectives, ja que s'han descrit més de 60 espècies com a possibles preses.

## Hàbitat i ecologia
Es tracta d'un dels sírfids més abundants dels espais oberts. Freqüenta un ampli ventall de biòtops, inclús els més fortament antropitzats com poden ser jardins o horts urbans. El període d'activitat dels imagos es prolonga des de la primavera a la tardor en el centre i nord d'Europa. Malgrat això, a la península Ibèrica aquests estan presents al llarg de tot l'any, a excepció del començament de l'hivern. Es pot trobar des del nord-oest d'Europa a la regió mediterrània, Madeira, Illes Canàries, nord d'Àfrica i zones costaneres d'Àfrica occidental fins a Sud-àfrica i Illes Maurici. Des d'Irlanda a la major part d'Europa, incloent Rússia, els Balcans i Turquia, i des dels Urals i Sibèria, fins a la costa del Pacífic, la Xina i el Japó. Aquesta espècie ha sigut introduïda en molts llocs com a agent biològic de control de plagues.

## Control de plagues
Els adults volen entre febrer i novembre, sobre prats amb flors, alimentant-se de nèctar i pol·len. Alguns estudis realitzats al País Valencià indiquen que solen visitar majoritàriament les següents espècies: caps blancs, lleteresa terracina, blet de paret i llicsó fi. Visitant algunes d'aquestes per nodrir-se de nèctar, com ara la lleteresa, i d'altres pel pol·len, com ara el blet de paret. També s'han trobat restes al seu aparell digestiu de salzes, alfals arbori, carlota marina, herba morenera, agulletes, matallums, corretjola de serp i gravit marí. La mostassa blanca i la facèlia han provat ser bones plantes nectaríferes per als adults d'aquesta espècie i que poden emprar-se com atraients en cultius, ja que és un dels sírfids més abundants als nostres camps. Inclús s'ha vist que freqüenta alguna planta de cultiu, com la pebrera.
Per tant, la presència de flors als jardins i cultius afavoreixen la presència d'aquest sírfid que ajuda a controlar biològicament les poblacions de diverses espècies de pugó, tant en forma de bardisses, bandes o clapes florals.

## Galeria

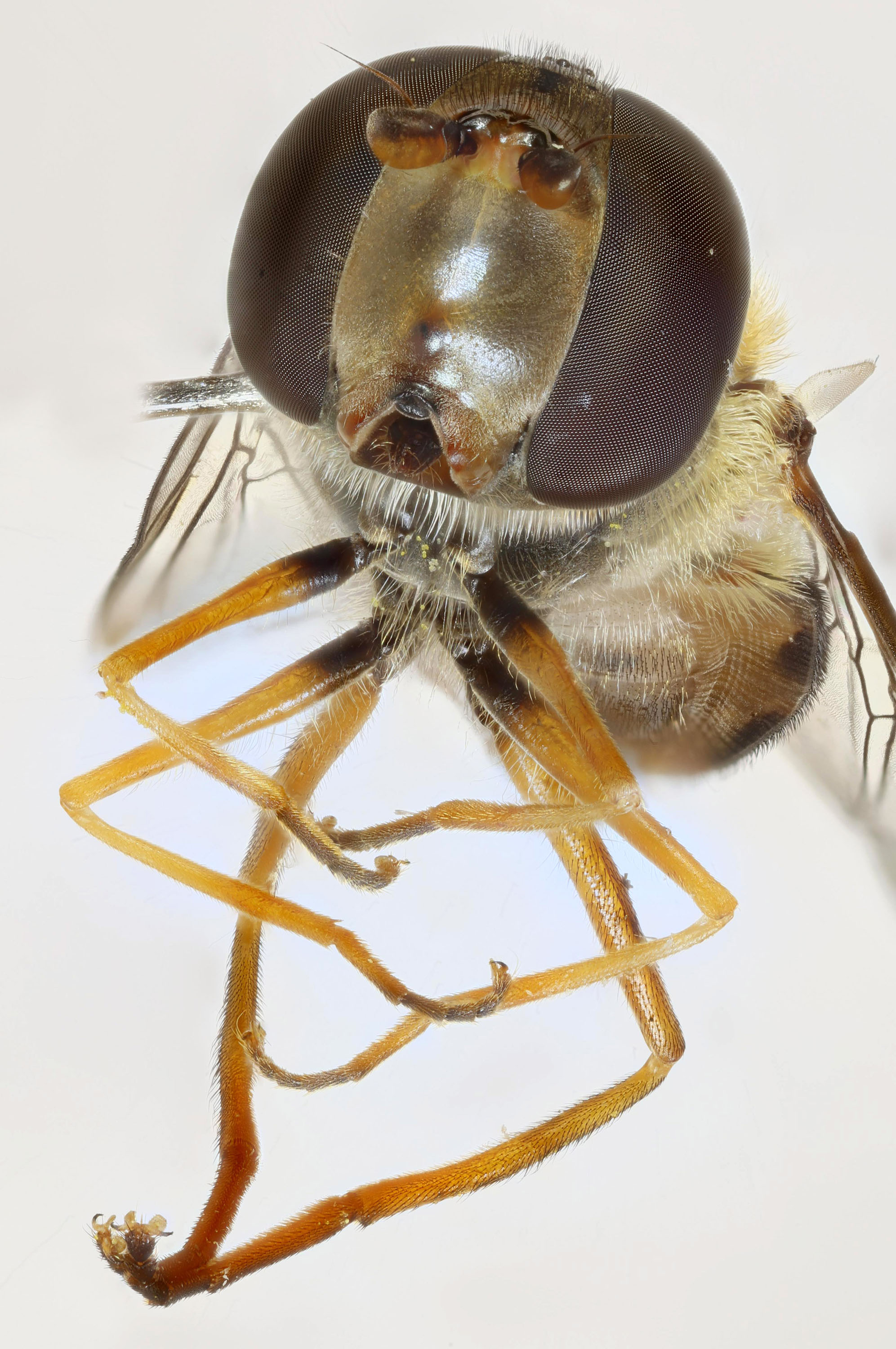
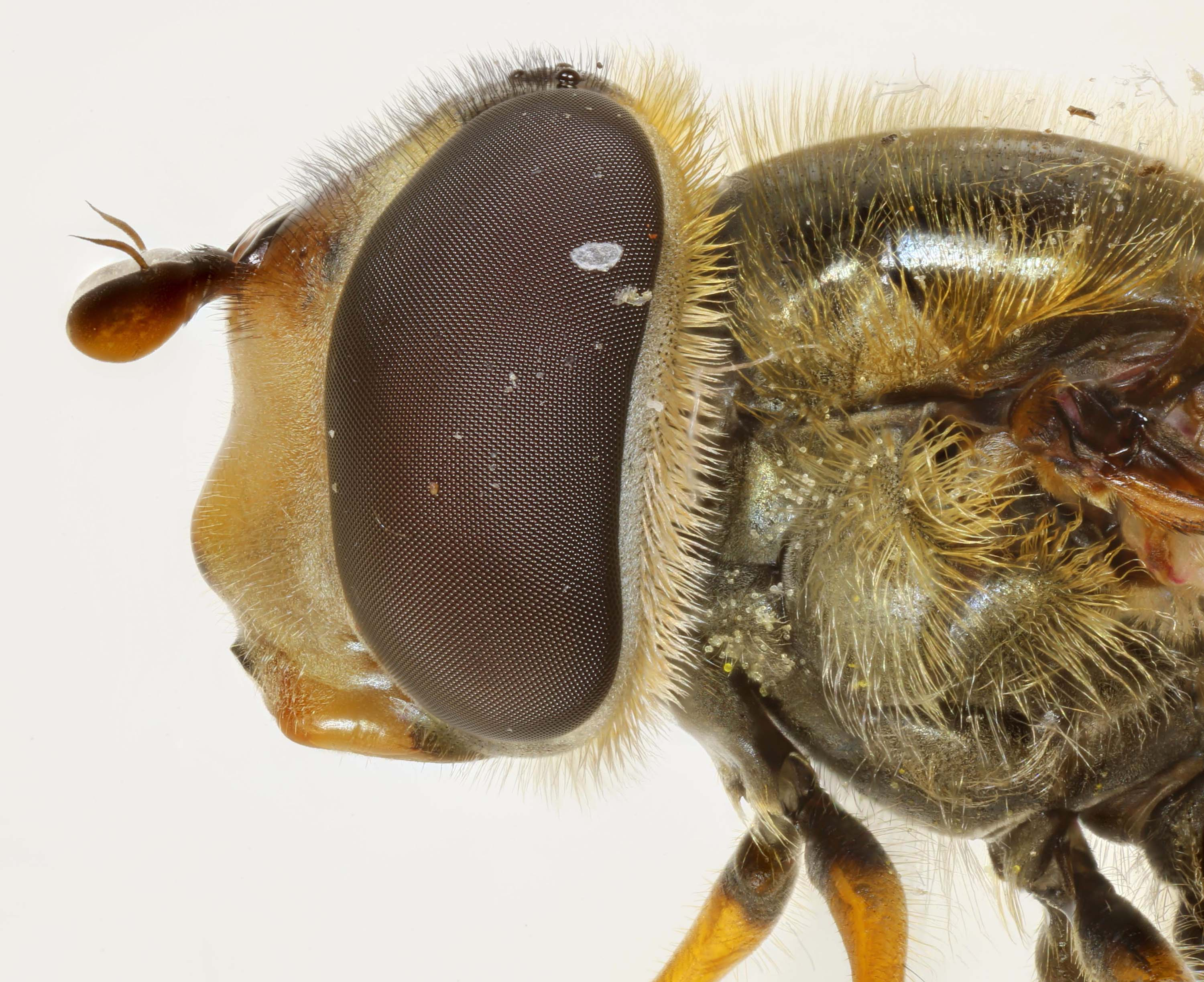
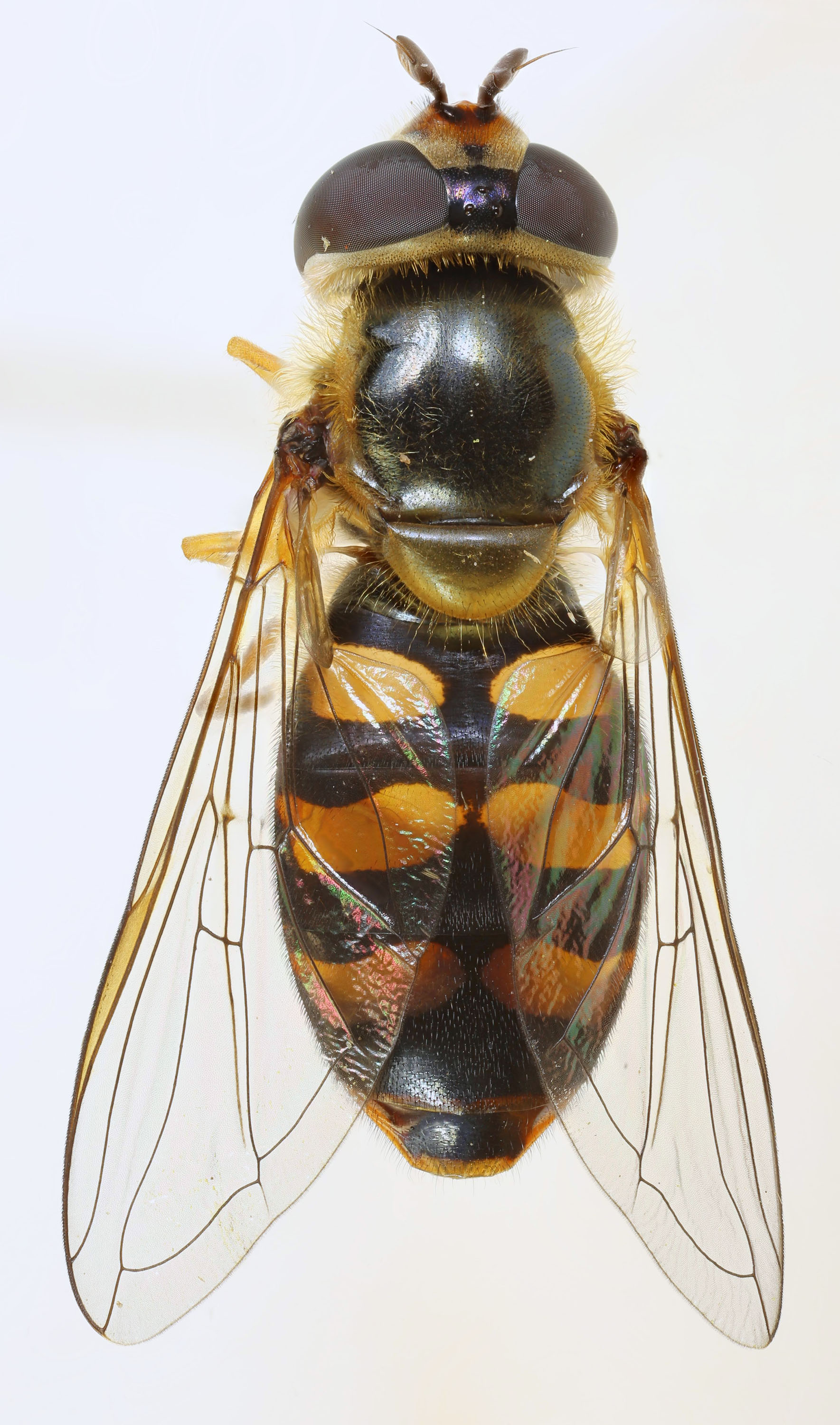
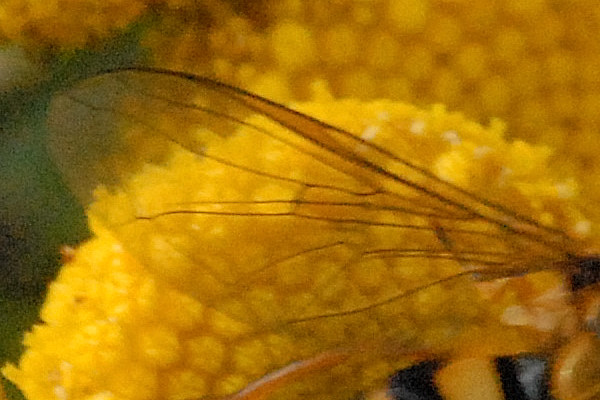
Detall de l'ala.
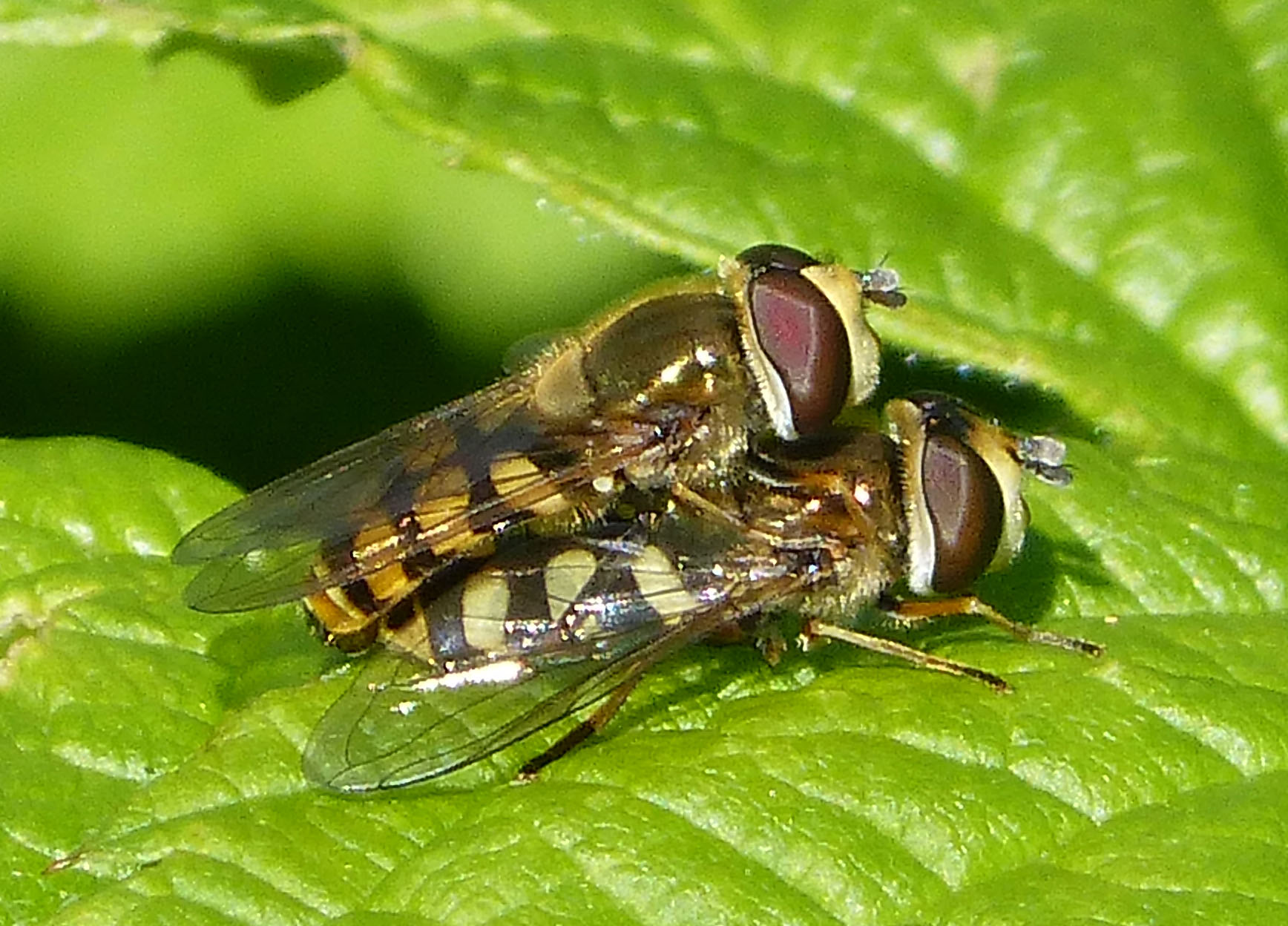
Còpula
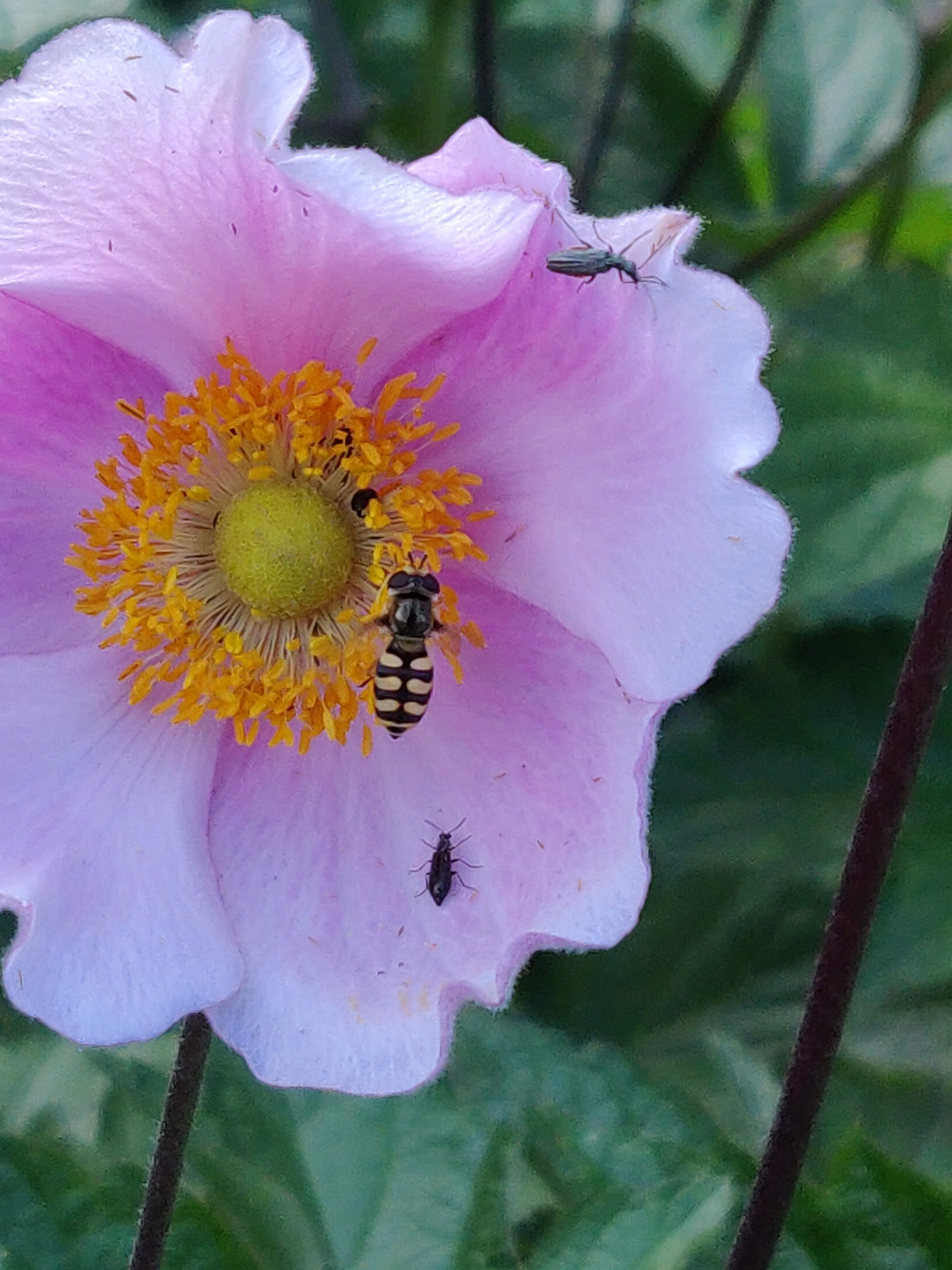
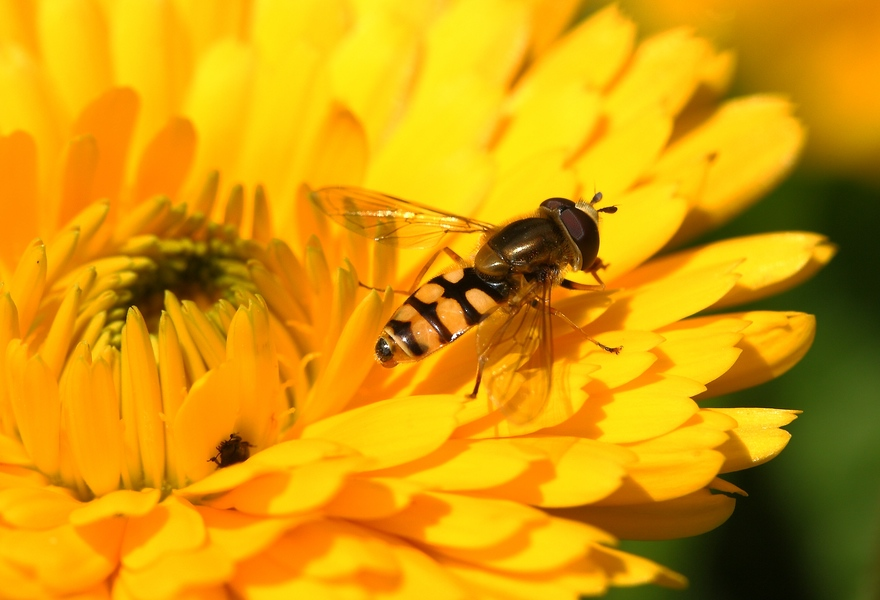
Mascle en una flor de calèndula.
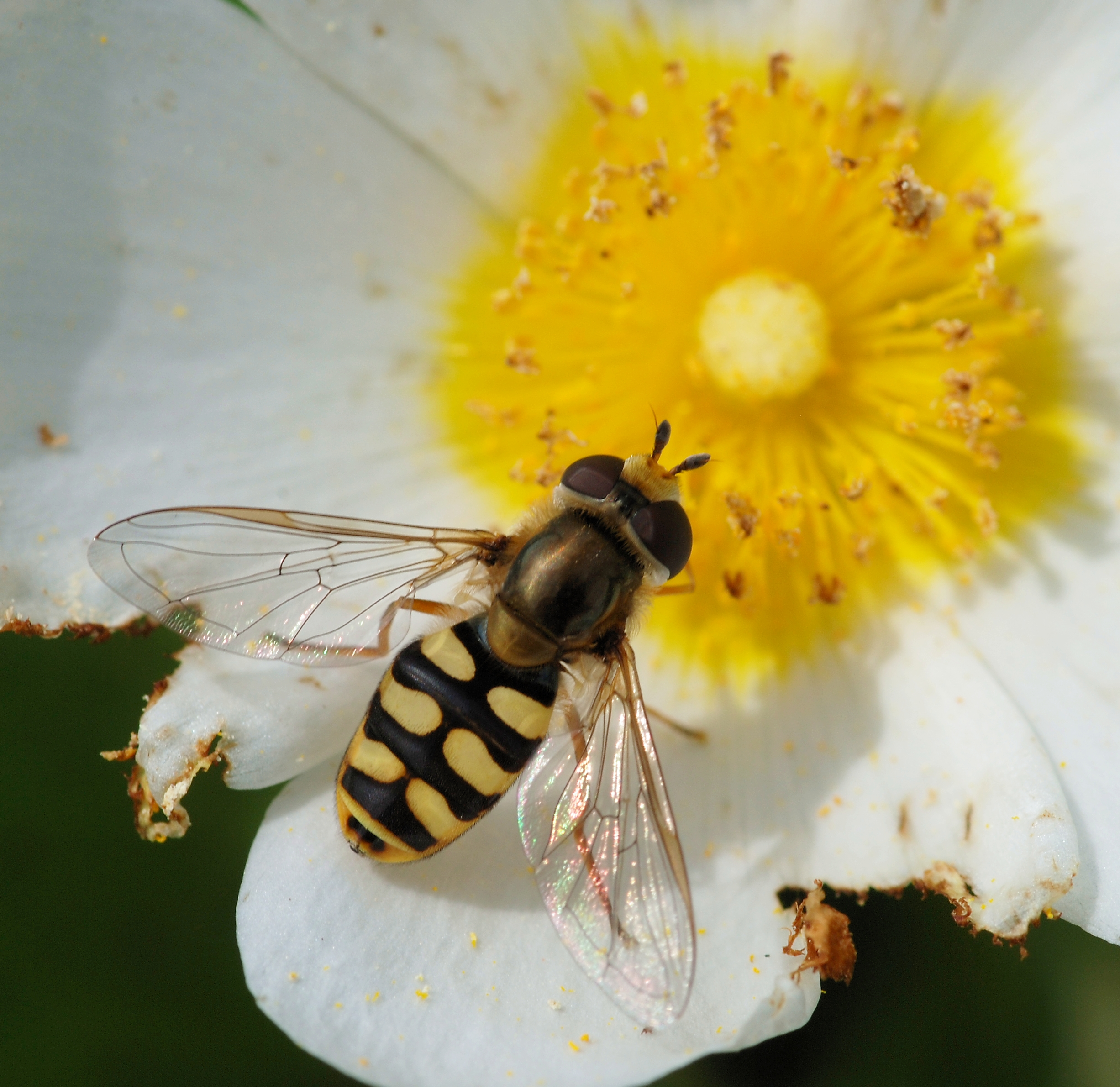
Femella en una flor d'estepa.
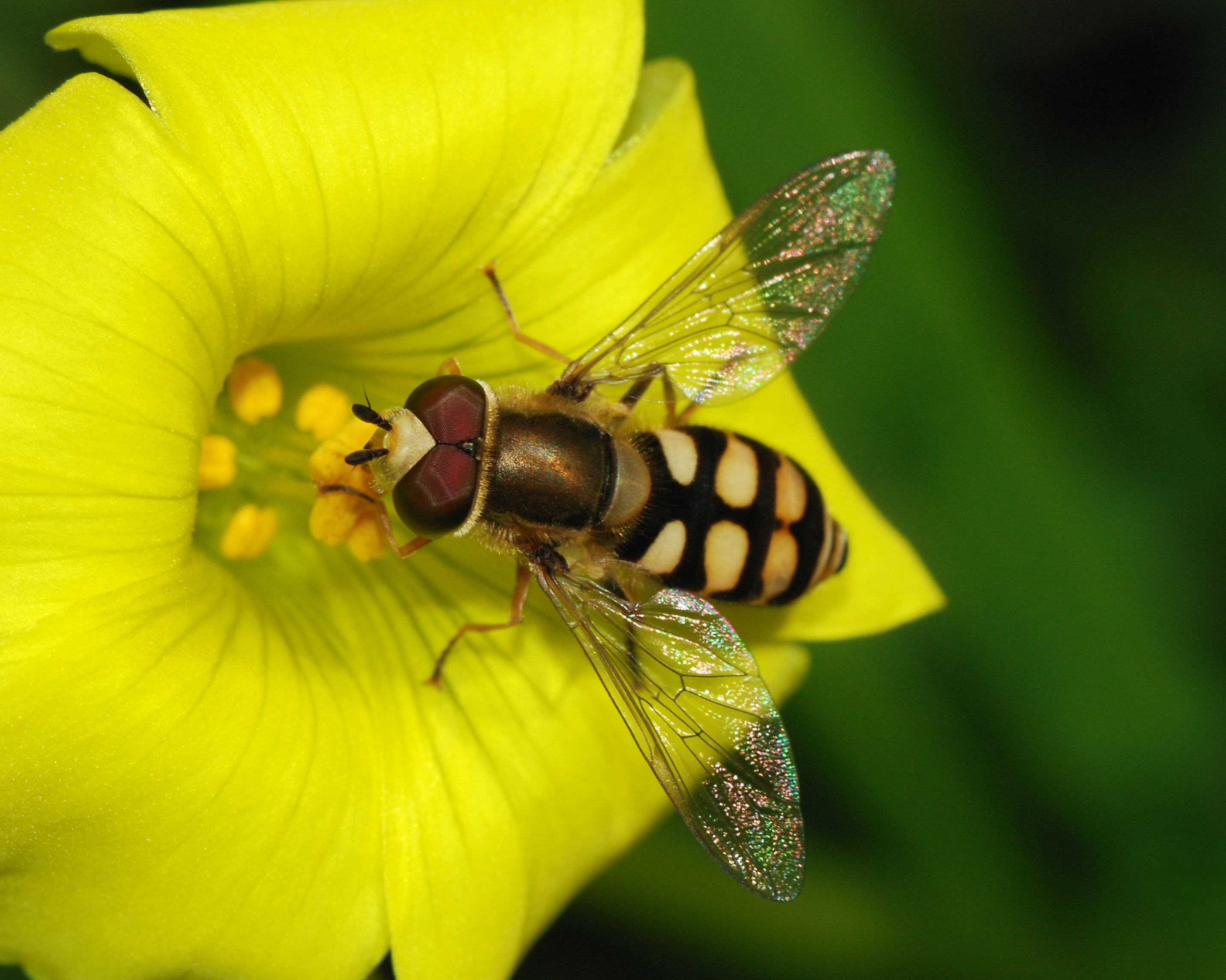
Femella en una flor de magreta.
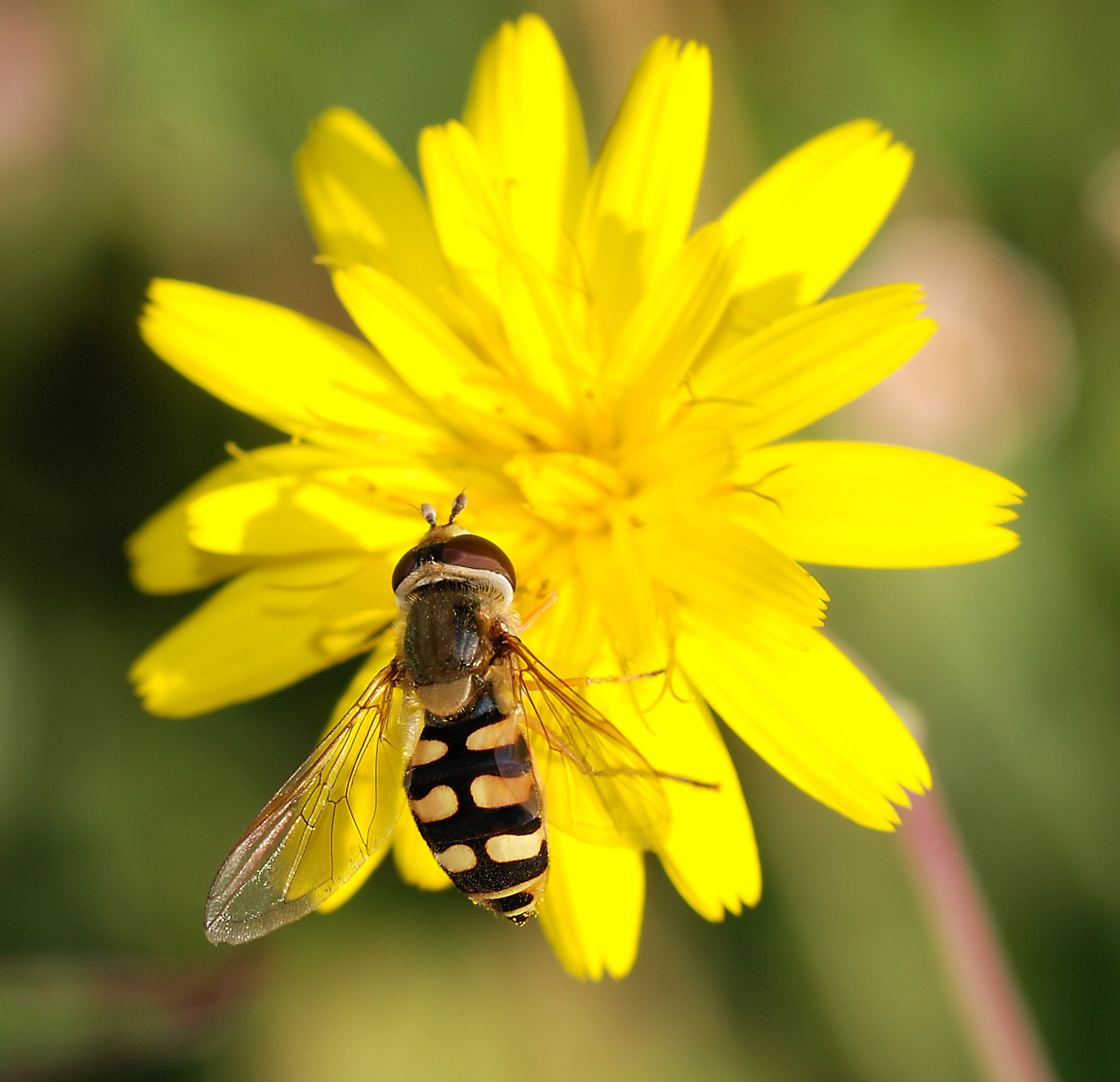
Femella en una flor de llicsó.
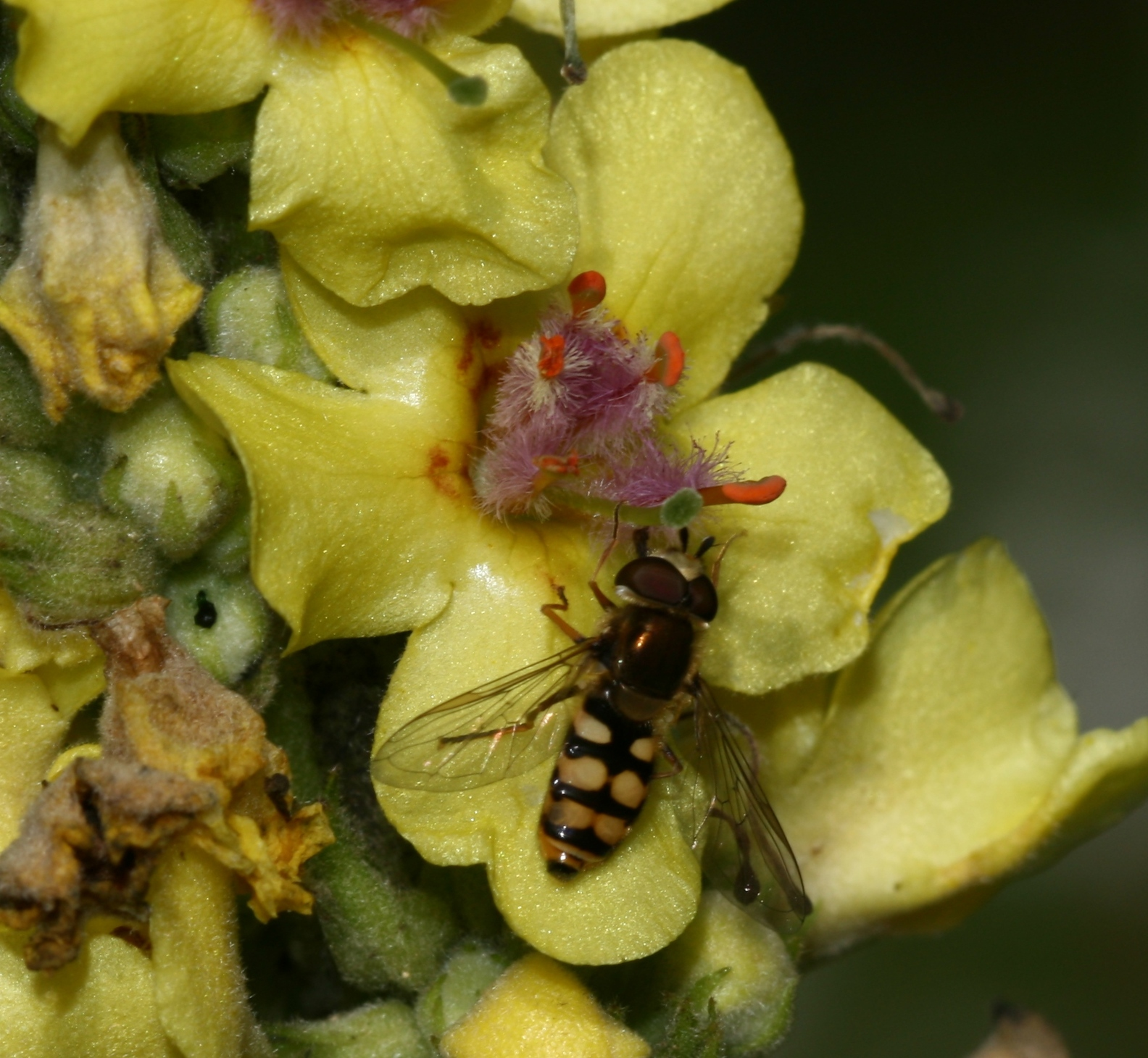
Femella en una flor de trepó.
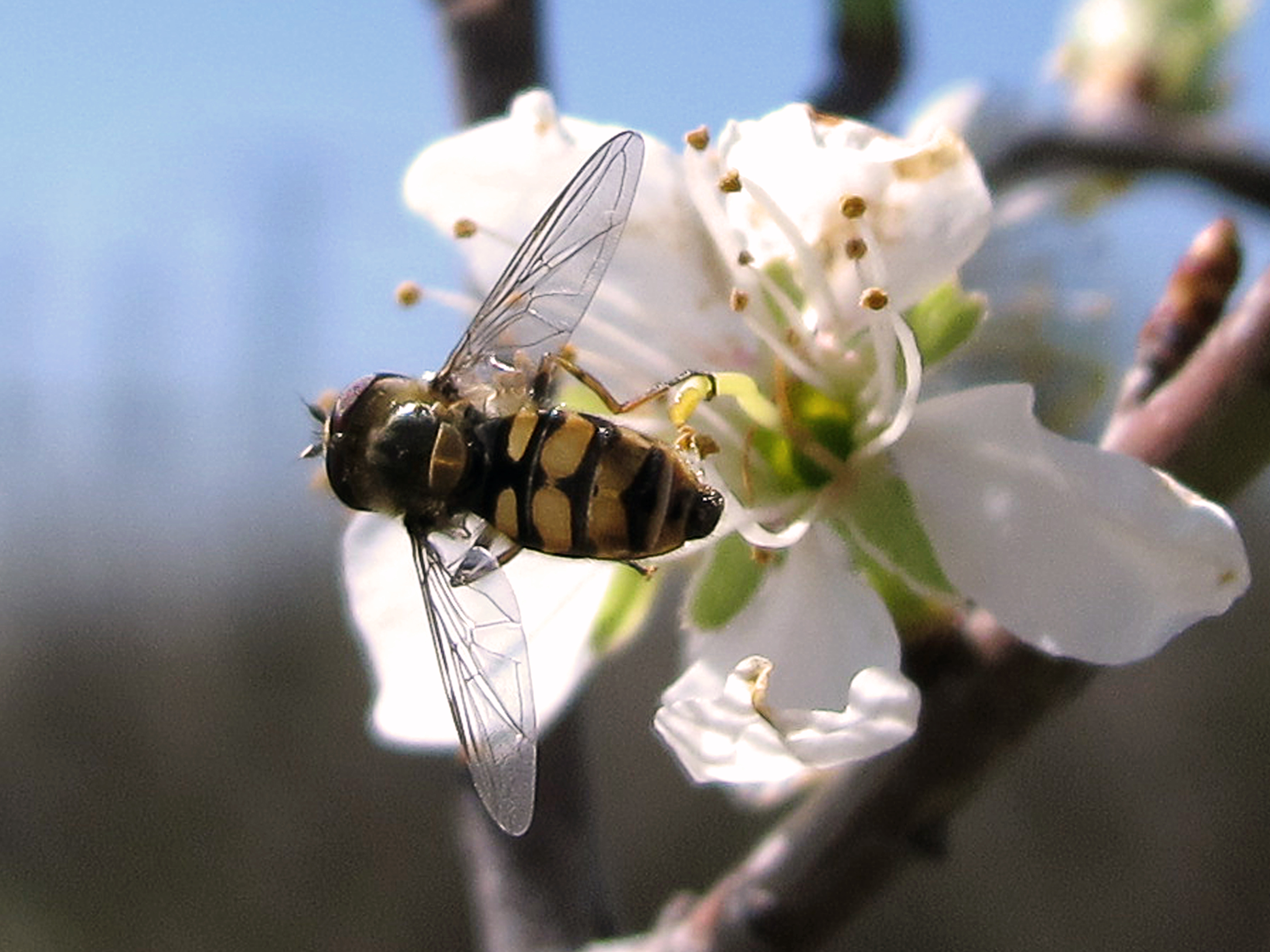
Mascle en una flor de Prunus.
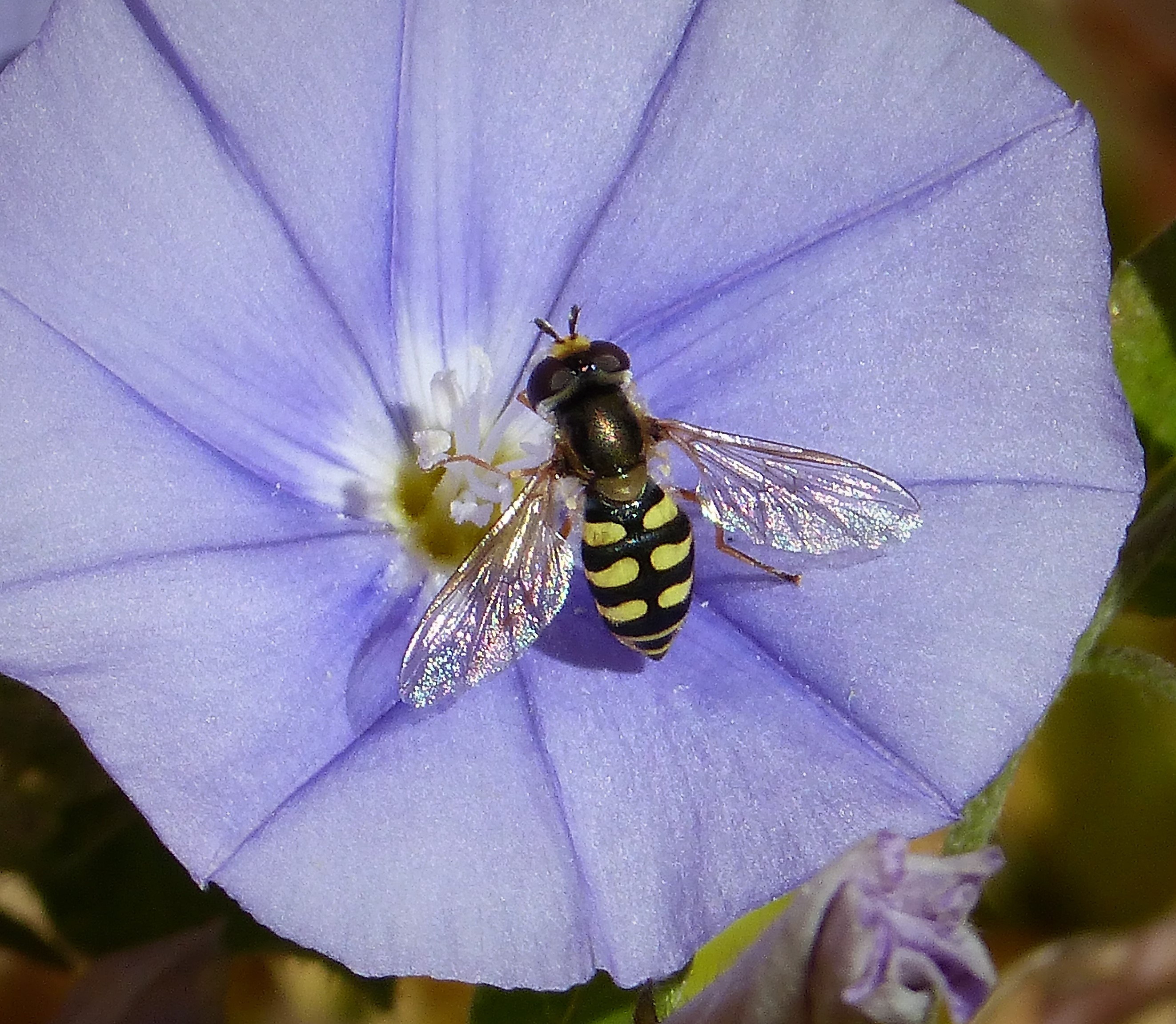
Femella en una flor de Convolvulus.
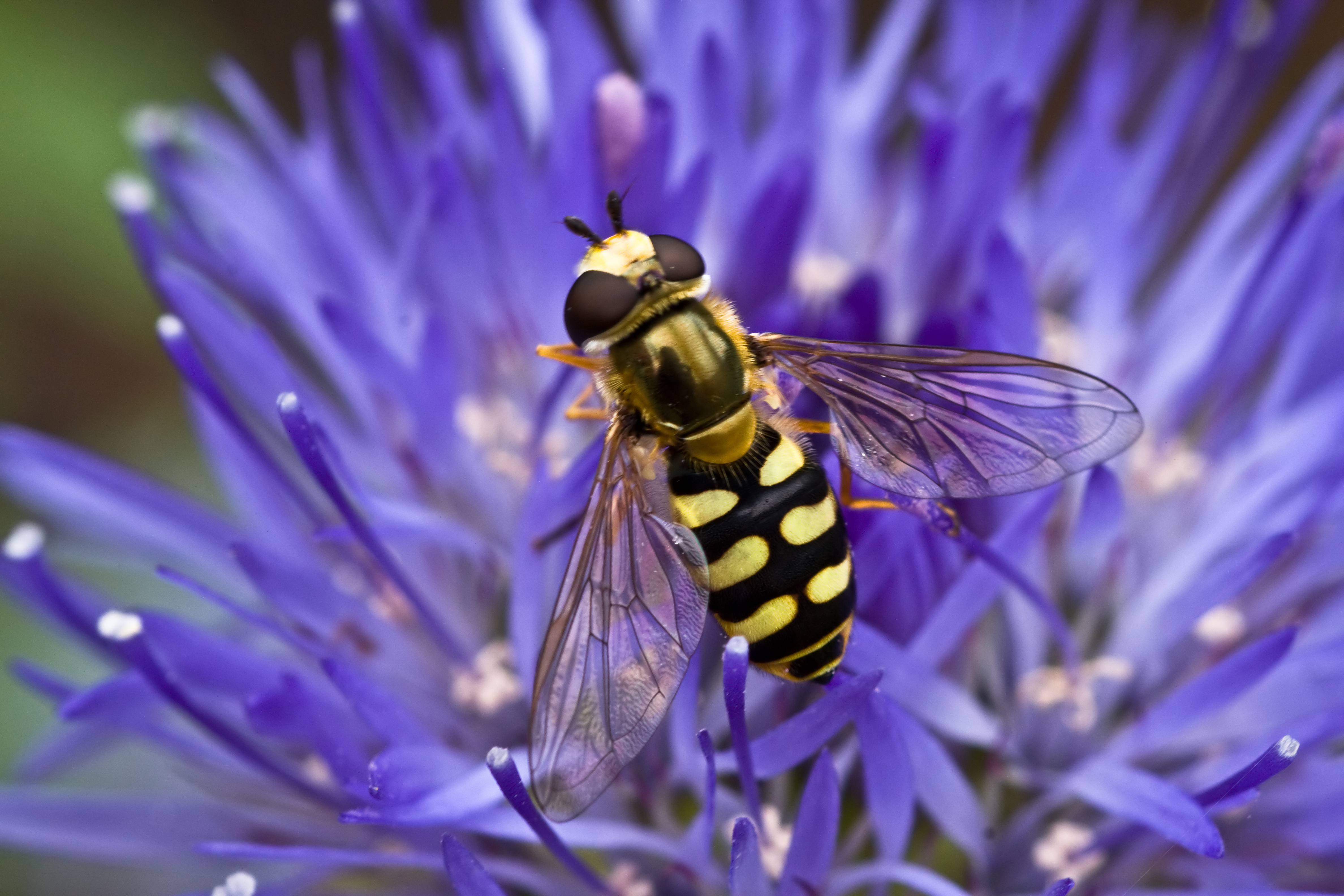